# Fratelli d'Italia (album)
Fratelli d'Italia este un album cover publicat de Al Bano în 2012 în Italia și Germania. Albumul conține hit-uri din repertoriul pop italian din anii '60-'80 dar și o interpretare pop al imnului național al Italiei, Il Canto degli Italiani, cunoscut în lume și cu titlul care dă numele albumului.

## Track list
1. Fratelli d'Italia – 2:33  (Michele Novaro, Goffredo Mameli)
2. Margherita – 4:40  (Riccardo Cocciante, Marco Luberti)
3. Solo tu – 2:58  (Aldo Stellita, Piero Cassano, Carlo Marrale)
4. Io che non vivo – 3:23  (Pino Donaggio, Vito Pallavicini)
5. Il cuore è uno zingaro – 3:43  (Claudio Mattone, Franco Migliacci)
6. Azzurro – 4:24  (Michele Virano, Paolo Conte, Vito Pallavicini)
7. Un anno d'amore – 3:33  (Nino Ferrer, Alberto Testa, Mogol)
8. Tu vuò fà l'americano – 3:22  (Renato Carosone, Nicola Salerno)
9. E tu – 4:32  (Claudio Baglioni, Antonio Coggio)
10. E fu subito amore – 4:10  (Albano Carrisi, Romina Power)
11. Il mondo – 4:03  (Gianni Meccia, Carlo Pes, Enrico Sbriccoli)
12. In ginocchio da te – 3:12  (Bruno Zambrini, Franco Migliacci)
13. Pensando a te – 3:42  (Albano Carrisi, Vito Pallavicini)
14. Caruso – 4:54  (Lucio Dalla)
15. Nel sole – 3:15  (Albano Carrisi, Pino Massara, Vito Pallavicini)